# Jeanne I xứ Auvergne
Jeanne I xứ Auvergne (tiếng Pháp: Jeanne Ire d'Auvergne; 8 tháng 5 năm 1326 - 29 tháng 9 năm 1360, Chateau d'Argilly) là nữ bá tước của Auvergne và Boulogne trong những năm 1332–1360, và là Vương hậu Pháp sau khi kết hôn với Vua Jean II của Pháp.

## Cuộc sống
Bà là con gái của Guillaume XII, Bá tước xứ Auvergne và Boulogne, và vợ ông là Marguerite d'Évreux, em gái của Philippe III của Navarra. Bà được thừa kế các lãnh địa bá tước Auvergne và Boulogne sau cái chết của cha bà.
Người chồng đầu tiên của bà là Philippe I xứ Bourgogne, người giữ tước vị Bá tước Auvergne nhờ cuộc hôn nhân của họ. Họ có một người con còn sống đến tuổi trưởng thành, Philippe, người sẽ là Công tước xứ Bourgogne trong suốt cuộc đời ngắn ngủi của mình bằng cách thừa kế tước vị từ ông nội.
Sau cái chết của chồng, Jeanne kết hôn với Jean II của Pháp vào ngày 13 tháng 2 năm 1350; bà trở thành Vương hậu Pháp vào năm sau. Đây là cuộc hôn nhân thứ hai của cả hai người. Người vợ đầu tiên của Jean, Jutta của Bohemia, đã chết vì bệnh dịch hạch và để lại cho Jean tám đứa con hợp pháp. Vì vậy, bà không bị áp lực trong việc sinh con với tư cách là người thừa kế. Con trai của Jeanne, Philippe trở thành một người giám hộ của nhà Vua. Bà có ba người con với Vua Jean, hai con gái và một con trai không rõ tên, tuy nhiên tất cả đều chết non. Jeanne mất năm 1360. Gia sản bên dòng họ của bà được thừa kế bởi con trai bà.

## Hậu duệ
Với cuộc hôn nhân với Philip, bà có 3 người con:
- Jeanne (1344 – 11 tháng 9 năm 1360), người đã đính hôn với Amadeus VI của Savoy nhưng cuối cùng không thành và sống cuộc sống của mình trong một tu viện ở Poissy.[1]
- Marguerite (sinh và mất trong năm 1345), chết non.
- Philippe (1346 – 21 tháng 11 năm 1361), người kết hôn với Margaret III xứ Flanders.[2]

Với người chồng thứ hai, Jean II của Pháp, bà có hai con gái chết non, Blanche (tháng 11 năm 1350) và Catherine (1352), và một cậu con trai cũng chung số phận với hai chị (1353).